# سیارک ۷۶۰۷
سیارک ۷۶۰۷ (به انگلیسی: 7607 Billmerline، نامگذاری:1995SB13) هفت هزار و ششصد و هفتمین سیارک کشف شده‌است که در ۱۸ سپتامبر ۱۹۹۵ کشف شد.
قدر مطلق سیارک برابر ۱۲٫۶۰ است.